# Mông Khuyến Long Thịnh
Khuyến Long Thịnh (giản thể: 劝龙晟; phồn thể: 勸龍晟; bính âm: Quàn Lóngchéng, 798-816), cũng từng gọi là Long Thịnh, là con của Tầm Các Khuyến, là đệ ngũ đại quốc vương của Nam Chiếu. Khuyến Long Thịnh tại vị từ 809 đến 816. Ông lên ngôi từ thời niên thiếu, hoang dâm vô đạo. Trong thời kỳ này, vương quyền Nam Chiếu bắt đầu suy lạc. Năm 816, Lộng Đống tiết độ sứ là Vương Tha Điên đã trừ khử Khuyến Long Thịnh, kì đệ là Khuyến Lợi Thịnh kế vị. Khuyến Long Thịnh có thụy hiệu là U Vương.

## Niêu hiệu
- Long Hưng: 810-816